# 三甲村战斗
三甲村战斗是发生在中国抗日战争百团大战期间涞灵战役中的一次战斗。由八路军晋察冀军区第一军分区第2团进攻日军的三甲村据点。

## 战役经过
1940年9月22日20时整，右翼指挥所的杨成武将军下达了攻击的命令。2团用缴获来的火炮轰击日军的碉堡，而八路军士兵在日军的火力压制下突破其铁丝网、外壕等防御设施，进攻日军的碉堡。2团曾一度冲入三甲村，但在日军的猛烈反扑下不得已退出。
23日拂晓，三甲村的四个碉堡已被八路军占领其一，随主力部队被日军屡次打退，但在碉堡内驻守了一个班的兵力巩固阵地。2团团长 萧思明向杨成武汇报后，杨成武决定调一门山炮支援2团。而后杨成武又决定先围困涞源，集中兵力攻克外围据点，便将攻城的1团3营调至三甲村合力进攻。23日下午，山炮已调至2团阵地。由于从日军缴获，缺乏弹药且没有瞄准镜，杨成武只给了萧思明三枚炮弹。前两发萧打向东山碉堡，虽未中，但守堡日军却弃堡而逃，1营便趁势夺取了东山碉堡。1团3营抵达后，对日军发动总攻。24日晨，三甲村据点被八路军攻克。
涞源日军得知后，在飞机的掩护下，冲向三甲村。一百多名日军的数次冲击都被八路军打退，残余日军退回涞源城。至此，三甲村战斗以八路军的胜利告终。

## 战果
三甲村战斗中，八路军毙日伪军50余人，俘日军9人，伪军24人，缴轻机枪两挺，掷弹筒三个，步枪五十余支及其它军用物资一部